# Świętosław Fortuna
Świętosław Fortuna (Miechów, 27 de juliol de 1939) és un professor i advocat polonès.
Ha estat professor a les universitats de Wroclaw i Popular de Varsòvia. Durant els anys 80 va ser un membre molt actiu del sindicat Solidarność. Per exemple, el 1982 va iniciar la carta que demanava a les autoritats de Kalisz l'alliberament de Jerzy Pietkiewicz. També va redactar diversos textos legals per a diferents publicacions del sindicat Solidarność, de qui en va ser assessor legal. Va coorganitzar l'assistència financera dels advocats de la ciutat Kalisz per als reprimits pel règim comunista. A la mateixa ciutat va ser president del Comitè de Construcció del Monument de Józef Piłsudski. Entre altres reconeixements, ha rebut la Creu de Bronze al Mèrit (1984), la Creu de Plata al Mèrit (1998) i la Creu de l'Ordre de Cavalleria del Renaixement de Polònia (2003). Świętosław Fortuna és també un destacat defensor de l'esperanto com a llengua auxiliar internacional, actiu a l'associació d'esperanto de Silèsia. El seu fill és el trompetista Maciej Fortuna.